# Ancylostemon hekouensis
Ancylostemon hekouensis là một loài thực vật có hoa trong họ Tai voi. Loài này được Y.M.Shui & W.H.Chen mô tả khoa học đầu tiên năm 2006.